# Маккинли у дома, Кантон, Охайо
„Маккинли у дома, Кантон, Охайо“ (на английски: McKinley at Home, Canton, Ohio) е американски късометражен документален ням филм от 1896 година, заснет от операторите Готлъб Вилхелм Битцър и Уилям Кенеди Диксън.

## Сюжет
Филмът показва как Уилям Маккинли получава номинацията на Републиканската партия за Президент на Съединените щати през септември 1896 година. Реално номинацията се е състояла няколко седмици преди заснемането на филма. Маккинли излиза забързан от дома си, за да приеме новините от своя секретар Джордж Кортелю. На заден план се вижда съпругата му Айда, седяща на люлеещ се стол на верандата. След като получава новините, Маккинли сваля шапката от главата си и избърсва челото си с кърпичка, след което двамата с Кортелю излизат от кадъра.